# Tratex
Il Tratex è un carattere tipografico senza grazie utilizzato nei segnali stradali svedesi.